# Judith Guichon

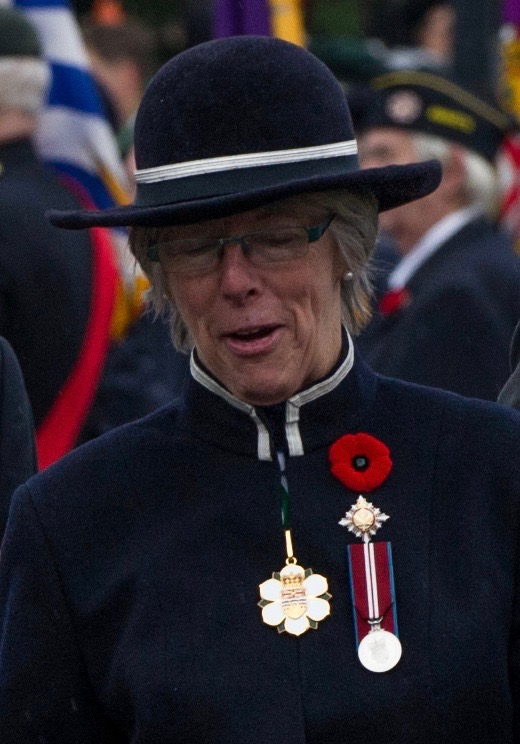
Judith Guichon

Judith Isabel Guichon, OBC (* 1947 in Montreal, Québec) ist eine kanadische Rinderzüchterin und Politikerin. Von 2012 bis 2018 war sie die Vizegouverneurin der Provinz British Columbia und repräsentierte als solche das Staatsoberhaupt, Königin Elisabeth II., auf Provinzebene.

## Biografie
Guichon wuchs auf einem Bauernhof in Hawkesbury in der Provinz Ontario auf. 1972 zog sie nach British Columbia und leitete zusammen mit ihrem Ehemann Lawrence Guichon eine Ranch im Nicola Valley, die seit 1878 in Familienbesitz ist und rund 1400 Tiere zählt. Als erste Rinderzüchterin der Provinz führte sie holistische Managementmethoden ein, die durch Schonung der natürlichen Umwelt die Nachhaltigkeit fördern. Guichon engagierte sich in zahlreichen umweltschützerischen und gemeinnützigen Organisationen, darunter 4-H und die Weidelandschutzvereinigung von British Columbia. Von 2010 bis 2012 präsidierte sie die B.C. Cattlemen's Association, den Interessenverband der Rinderzüchter. Ebenso war sie Mitglied der Taskforce der Provinz British Columbia für gefährdete Tierarten.
Guichon ist Mutter von vier Kindern. Ihr erster Ehemann starb 2003 bei einem Motorradunfall. Später heiratete sie Bruno Mailloux. Auf Anraten von Premierminister Stephen Harper wurde sie zur Vizegouverneurin von British Columbia ernannt und am 1. November 2012 von Generalgouverneur David Johnston in dieses repräsentative Amt eingesetzt.